# ラッキーライラック
ラッキーライラック（欧字名:Lucky Lilac 香:旺紫丁、2015年4月3日 - ）は、日本の競走馬・繁殖牝馬。主な勝ち鞍は2017年の阪神ジュベナイルフィリーズ、2019年・2020年のエリザベス女王杯、2020年の大阪杯。
オルフェーヴルの初年度産駒の1頭。母ライラックスアンドレースは米G1アッシュランドステークスの勝ち馬。サンデーレーシングでの募集価格は総額3,000万円。馬名の意味は、幸運のシンボルとされる「五弁のライラックの花」より。

## 経歴

### 2歳 (2017年)
8月20日、新潟競馬場の2歳新馬（牝馬限定競走）に鞍上石橋脩でデビュー。道中4番手追走から上がり3ハロンを33.1秒の末脚で抜け出し、直線で外から追い込んできた2着ラヴァクールに1馬身半の差をつけて新馬勝ちを飾った。
2戦目は10月28日のアルテミスステークス（GIII）に出走。13番枠から好スタートを決めるも、良馬場発表ながら雨でぬかるんだ芝の影響で道中は力む場面も見せる。しかし、直線で追われると鋭く反応し、逃げ粘るサヤカチャンに4分の3馬身差をつけてデビュー2連勝で重賞初制覇を飾った。同年の札幌2歳ステークスを制覇したロックディスタウンに次ぐオルフェーヴル産駒2頭目の重賞勝ち馬となった。
その後は阪神ジュベナイルフィリーズ（GI）に出走し、ロックディスタウンに次ぐ2番人気に推された。直線で先に抜け出した3番人気リリーノーブルを捉え、4分の3馬身差を付けて優勝し、オルフェーヴル産駒初のGI馬となった。
3戦3勝でこの年を終え、JRA賞最優秀2歳牝馬を満票で受賞した。

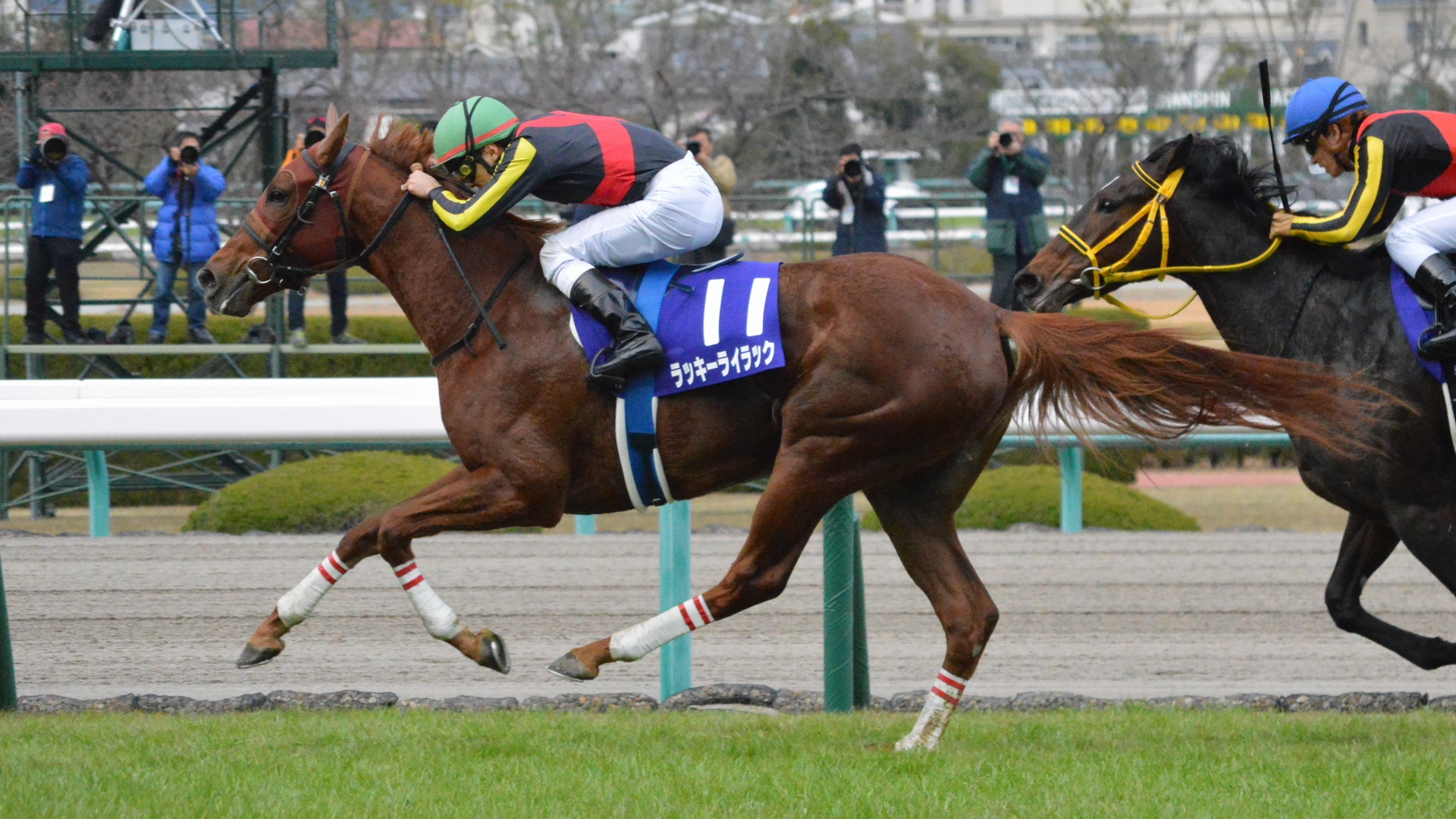
阪神JF
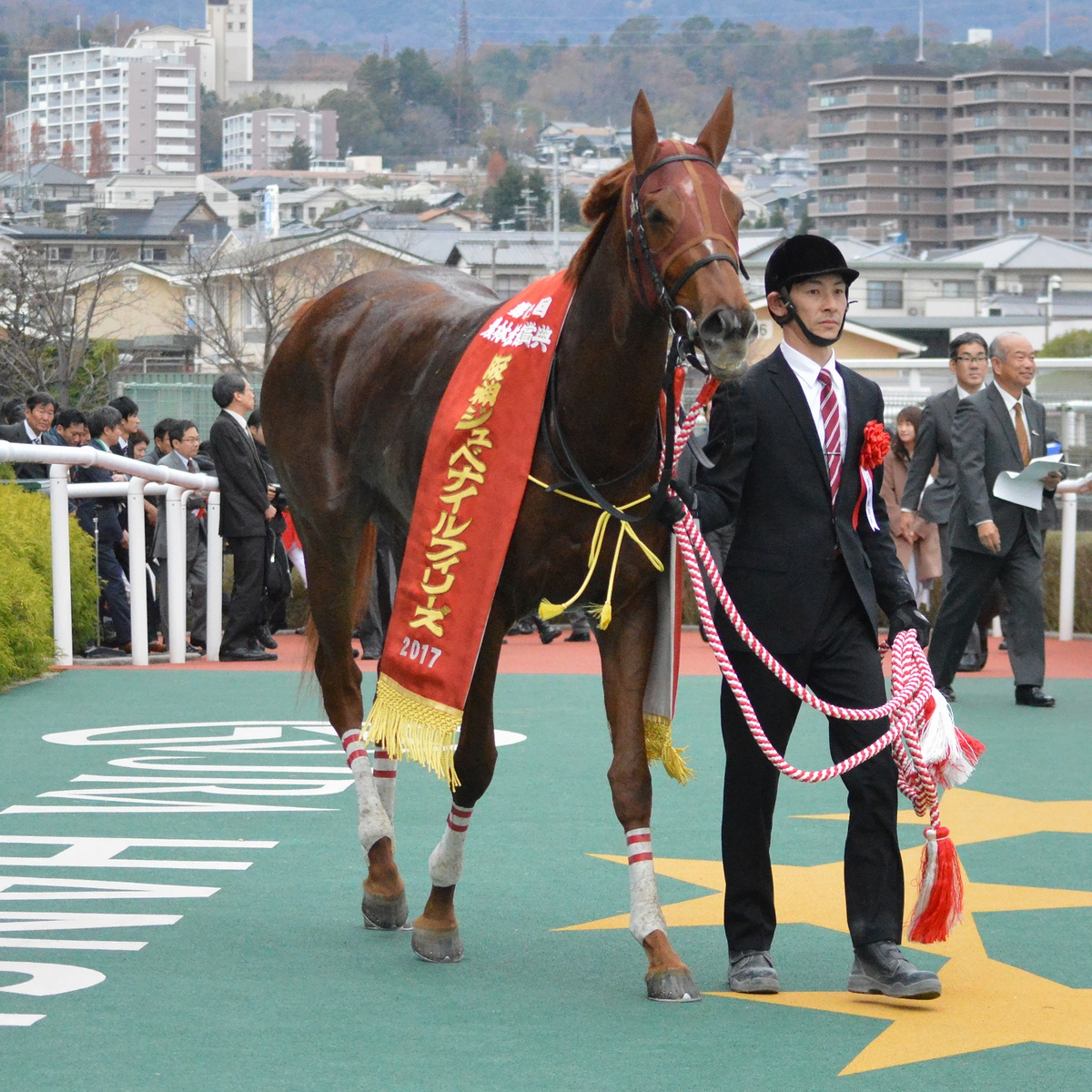
表彰式・右は丸内永舟調教助手

### 3歳（2018年）
年明け初戦は桜花賞のトライアル競走であるチューリップ賞（GII）に出走。単勝オッズ1.8倍の支持を集めると、最後の直線で好位から抜け出し、2着に2馬身差を付けて完勝。以下マウレア、リリーノーブルの順で入線し、上位3頭は前年の阪神ジュベナイルフィリーズと同じであった。
迎えた桜花賞（GI）では、前走と同じく1.8倍の1番人気に推された。2番人気には牡馬を交えたシンザン記念で差し切り勝ちを収めたアーモンドアイ、3番人気にはここまで一度も複勝圏内を外していないリリーノーブルが続いた。好位を追走し直線でタイミング良く先頭に抜け出したが、ゴール前でアーモンドアイに差し切られ2着。ダンスインザムード以来の無敗の桜花賞馬誕生とはならなかった。走破タイム1分33秒4は、チューリップ賞と同タイムであり、従来のレースレコードに0.1秒まで迫るもので、鞍上の石橋は「勝ち馬を褒めるしかないです」と振り返った。
続く優駿牝馬（オークス）（GI）では、アーモンドアイが1.7倍の人気を集める中、4.1倍の2番人気となった。前半1000mが59.6秒のハイペースとなり、アーモンドアイにマークされる形で先行集団を追走。最後の直線で抜け出そうとするもアーモンドアイに交わされ、さらに先団で競馬を進めていたリリーノーブルも捉えられずに3着となった。
秋はローズステークス（GII）を予定していたが球節の腫れにより回避して秋華賞に直行、さらにここまで主戦を務めてきた石橋脩が負傷したため鞍上が北村友一に乗り替わりになった。秋華賞の最終オッズはアーモンドアイの1.3倍に対して、7.3倍と離された2番人気の評価であった。6、7番手に位置を取り、直線では伸びが見られず、デビュー以来初めて複勝圏内（3着以内）を外す9着という結果に終わった。

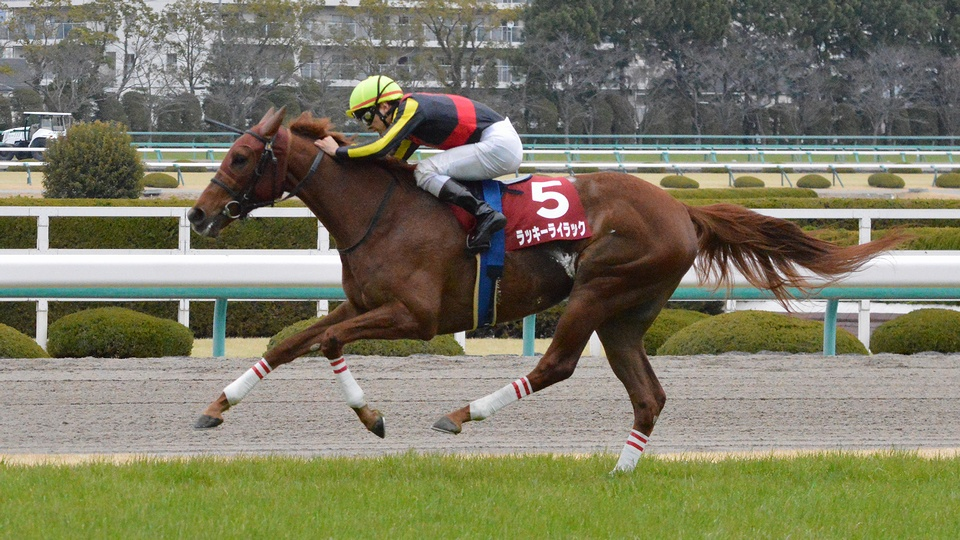
チューリップ賞
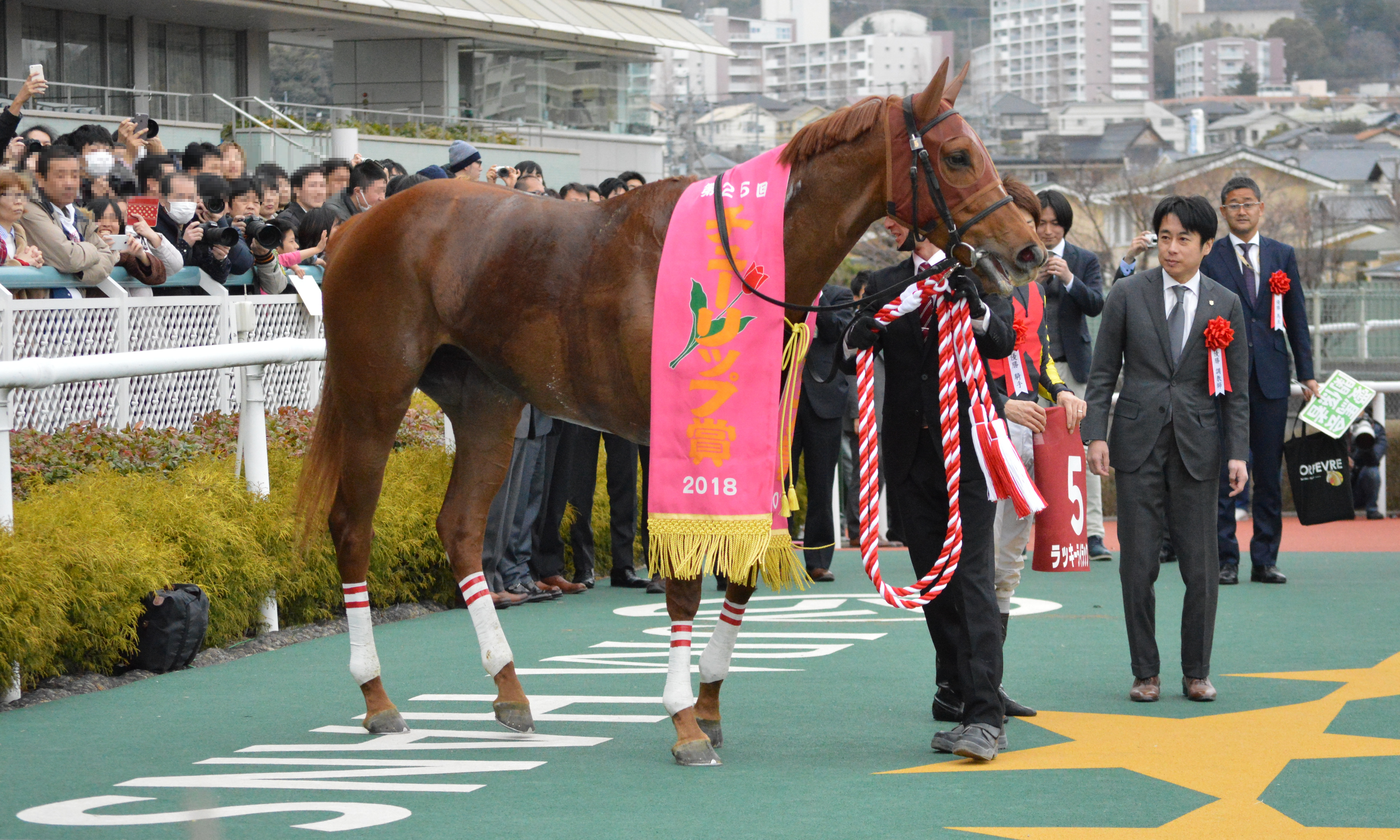
表彰式・右は管理する松永幹夫師

### 4歳 (2019年)
古馬となった4歳シーズン初戦は2月の中山記念（GII）を選択。怪我から復帰した石橋が騎乗した。『しっかりと休ませて作り直す』というスタンスのもと入念に調整が続けられて参戦した。同年代のの皐月賞馬エポカドーロを始め、ディアドラにスワーヴリチャード、ステルヴィオなどラッキーライラックを入れてGI馬が5頭出走。さらにウインブライトや道営のハッピーグリンも参戦し、11頭中6番人気という単勝オッズに留まった。2番手から、2着になった。
4月の阪神牝馬ステークスでは単勝1.5倍の抜けた1番人気に推されたが、最初のコーナーで内で挟まれて後方の位置に。直線は外に持ち出したが、伸びを欠いて8着に敗れた。続いて出走したヴィクトリアマイルでも1番人気に支持される。道中好位追走から直線、馬場の真ん中を力強く抜け出しを図るも後続に交わされ4着に敗れた。
秋は府中牝馬ステークスから始動。先のヴィクトリアマイルでレコード勝ちの2着に入ったプリモシーンに次ぐ2番人気。正攻法から直線で満を持して先頭に立ったが、ゴール前で2頭にかわされ3着に敗れた。
続いて出走したエリザベス女王杯では、クリストフ・スミヨン騎手と初コンビを結成。当年のオークスを無敗で制し、秋華賞を回避しぶっつけで本競走に臨んできたラヴズオンリーユー、その秋華賞で優勝したクロノジェネシスらが参戦した中で3番人気に推された。レースは道中中団を追走、逃げたクロコスミアが最終コーナーまで先頭を譲らず、直線コースへ。粘るクロコスミアを2番手ラヴズオンリーユーをはじめ馬群が追う中、馬場の最も内を突く「ロスなく完璧な立ち回り（木村拓人）」から、上がり3ハロンメンバー中最速となる32.8秒の末脚を見せ、クロコスミアをかわし1馬身4分の1差を広げて先頭で入線、2017年の阪神ジュベナイルフィリーズ以来となるGI2勝目を挙げた。木村拓人は「アーモンドアイさえいなければもっとGIを勝っていて不思議のない馬」と評している。
エリザベス女王杯勝利後、引き続きスミヨンとのコンビで香港ヴァーズに参戦。レース2日前に左前脚の検査というアクシデントもあったが、最終的には馬体検査をパスして出走を果たす。
前年の勝ち馬エグザルタントが逃げる中、最内枠からのスタートもあってか位置取りを下げて後方の外から馬群を追走する。4コーナーから直線入り口にかけて他馬を縫いながら大外に持ち出した本馬は、激しい叩き合いから突き抜けた日本馬グローリーヴェイズには遅れをとったものの、しぶとく伸びて逃げ粘るエグザルタントや最後方から追い込んできたディアドラを抑え2着に入った。

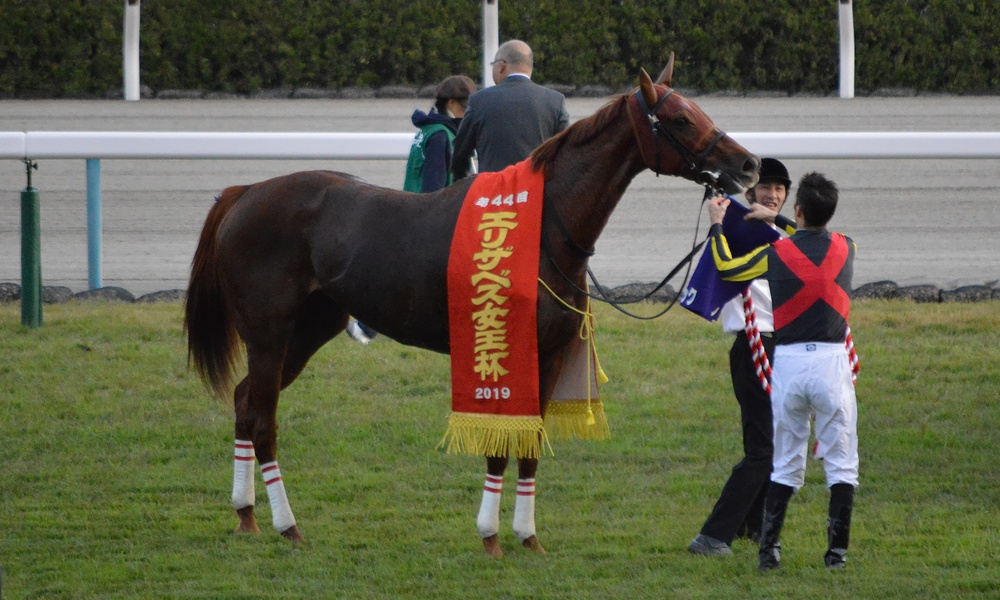
優勝レイ
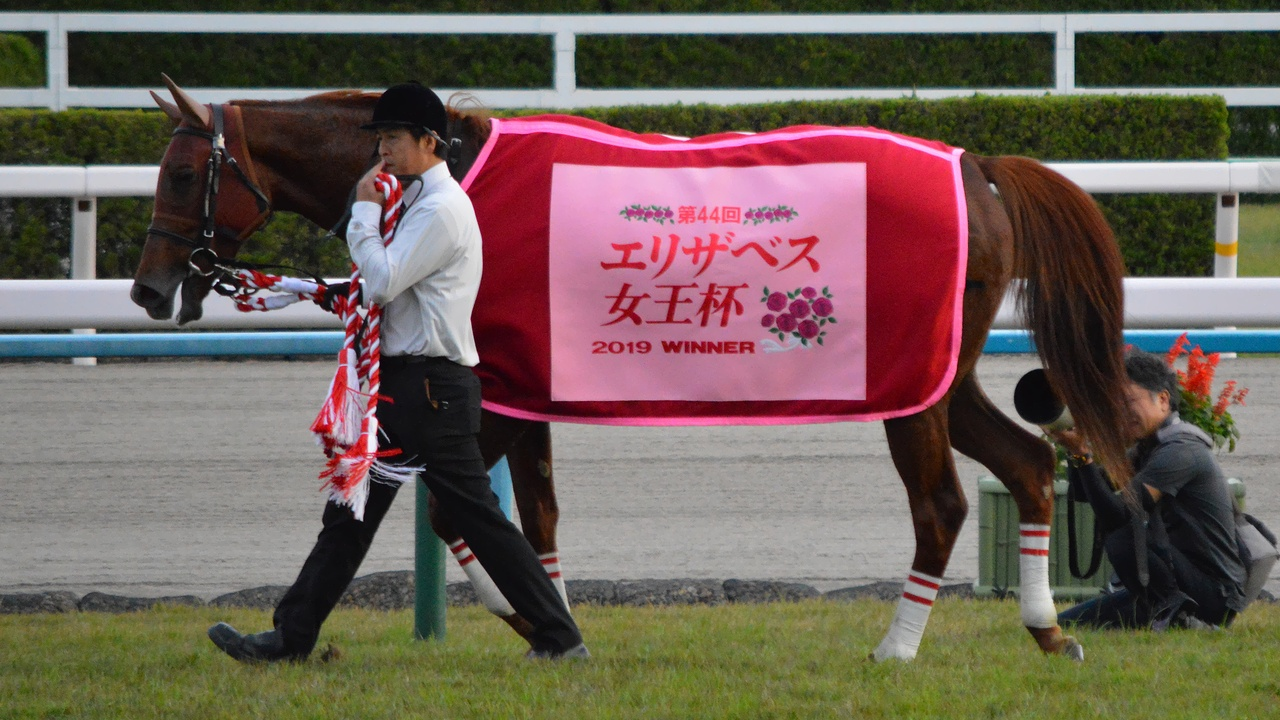
馬服

### 5歳 (2020年)
この年初戦は前年と同じく中山記念にミルコ・デムーロ鞍上で出走。ダノンキングリーをマークする形で4番手からレースを進め、最後ゴール前で粘るソウルスターリングは交わしたものの、ダノンキングリーには及ばず2年連続2着と惜敗した。
続く大阪杯にはダノンキングリーをはじめ、ブラストワンピース、クロノジェネシスといった有力馬が集まり、その中で最終的に2番人気の支持を受けた。最後の直線で内を割って抜け出し、最後はクロノジェネシスをクビ差交わして優勝。自身3度目のGIタイトルを獲得、GI昇格後初の牝馬の同レース制覇となった。
さらに続いてファン投票10万票超え、出走馬中最高位で合計2位の票数を集めた宝塚記念に出走。クロノジェネシスら大阪杯で対戦したメンバーに加え、サートゥルナーリア・グローリーヴェイズ等が出走。史上最多のGI馬8頭が集結する豪華メンバーとなった中、サートゥルナーリア、クロノジェネシスに次ぐ3番人気に支持された。2番手付近から追走し、向正面から3コーナーにかけて鞍上デムーロが鞭を入れ、直線では一時先頭に立ったが、最後は伸びを欠き6着に敗れた。レース後デムーロは、「向正面から3角にかけて馬場が合わないと思ってムチを入れた。最後は馬場を気にして同じ脚になってしまった」と敗因に馬場を挙げ、松永幹夫調教師も同じく馬場を敗因に挙げたが「これも競馬ですから。また秋に頑張ります」とコメントした。
夏は札幌記念に参戦。1番人気に支持され、直線早め先頭から押し切りを図ったが伸びきれず、優勝したノームコアに交わされ、最後はペルシアンナイトにも差されて3着となった。
札幌記念後は放牧に出され、10月に帰厩後、クリストフ・ルメールを鞍上に前年優勝したエリザベス女王杯へ向かうことが明かされた。当日は1番人気に支持され、直線で早めに抜け出すと、後続の追い上げを振り切り、史上4頭目の連覇を達成した。レース後にルメールは「2歳からトップレベルで走ってきた馬。残念ながら同世代にアーモンドアイがいたけれど、いなかったらレジェンドになっていたと思う」と強さをたたえた。
そして、引退レースとなった12月27日の第65回有馬記念では道中中団で追走するも、直線で伸びあぐねてクロノジェネシスの4着に敗れた。
翌2021年1月4日付けでJRA競走馬登録を抹消、引退後はノーザンファームで繁殖牝馬となる。

## 競走成績
以下の内容はnetkeiba.comおよび香港ジョッキークラブの情報に基づく。
| 競走日     | 競馬場 | 競走名           | 格   | 距離（馬場）  | 頭 数 | 枠 番 | 馬 番 | オッズ （人気） | 着順 | タイム （上がり3F） | 着差  | 騎手        | 斤量 [kg] | 1着馬（2着馬）       | 馬体重 [kg] |
| ---------- | ------ | ---------------- | ---- | ------------- | ----- | ----- | ----- | --------------- | ---- | ------------------- | ----- | ----------- | --------- | -------------------- | ----------- |
| 2017.08.20 | 新潟   | 2歳新馬          |      | 芝1600m（良） | 18    | 4     | 8     | 004.30（2人）   | 01着 | R1:36.4（33.1）     | -0.2  | 0石橋脩     | 54        | （ラヴァクール）     | 480         |
| 0000.10.28 | 東京   | アルテミスS      | GIII | 芝1600m（良） | 15    | 7     | 13    | 004.40（2人）   | 01着 | R1:34.9（34.7）     | -0.1  | 0石橋脩     | 54        | （サヤカチャン）     | 486         |
| 0000.12.10 | 阪神   | 阪神JF           | GI   | 芝1600m（良） | 18    | 6     | 11    | 004.10（2人）   | 01着 | R1:34.3（33.7）     | -0.1  | 0石橋脩     | 54        | （リリーノーブル）   | 484         |
| 2018.03.03 | 阪神   | チューリップ賞   | GII  | 芝1600m（良） | 10    | 5     | 5     | 001.80（1人）   | 01着 | R1:33.4（33.3）     | -0.3  | 0石橋脩     | 54        | （マウレア）         | 494         |
| 0000.04.08 | 阪神   | 桜花賞           | GI   | 芝1600m（良） | 17    | 1     | 1     | 001.80（1人）   | 02着 | R1:33.4（34.5）     | -0.3  | 0石橋脩     | 54        | アーモンドアイ       | 488         |
| 0000.05.20 | 東京   | 優駿牝馬         | GI   | 芝2400m（良） | 17    | 1     | 2     | 004.10（2人）   | 03着 | R2:24.4（33.9）     | -0.6  | 0石橋脩     | 55        | アーモンドアイ       | 492         |
| 0000.10.14 | 京都   | 秋華賞           | GI   | 芝2000m（良） | 17    | 4     | 7     | 007.30（2人）   | 09着 | R1:59.3（34.8）     | -0.8  | 0北村友一   | 55        | アーモンドアイ       | 510         |
| 2019.02.24 | 中山   | 中山記念         | GII  | 芝1800m（良） | 11    | 3     | 3     | 008.60（6人）   | 02着 | R1:45.5（34.9）     | -0.0  | 0石橋脩     | 53        | ウインブライト       | 512         |
| 0000.04.06 | 阪神   | 阪神牝馬S        | GII  | 芝1600m（良） | 14    | 3     | 4     | 001.50（1人）   | 08着 | R1:33.8（33.2）     | -0.2  | 0石橋脩     | 54        | ミッキーチャーム     | 510         |
| 0000.05.12 | 東京   | ヴィクトリアM    | GI   | 芝1600m（良） | 18    | 3     | 6     | 004.30（1人）   | 04着 | R1:30.6（33.5）     | -0.1  | 0石橋脩     | 55        | ノームコア           | 506         |
| 0000.10.14 | 東京   | 府中牝馬S        | GII  | 芝1800m（稍） | 15    | 8     | 15    | 003.90（2人）   | 03着 | R1:44.8（34.3）     | -0.3  | 0石橋脩     | 54        | スカーレットカラー   | 522         |
| 0000.11.10 | 京都   | エリザベス女王杯 | GI   | 芝2200m（良） | 18    | 1     | 2     | 005.40（3人）   | 01着 | R2:14.1（32.8）     | -0.2  | 0C.スミヨン | 56        | （クロコスミア）     | 518         |
| 0000.12.08 | 沙田   | 香港ヴァーズ     | G1   | 芝2400m（良） | 14    | 1     | 11    | 009.90（4人）   | 02着 | R2:25.32            | -0.55 | 0C.スミヨン | 55.5      | Glory Vase           | 507         |
| 2020.03.01 | 中山   | 中山記念         | GII  | 芝1800m（良） | 9     | 7     | 7     | 003.00（2人）   | 02着 | R1:46.6（34.2）     | -0.3  | 0M.デムーロ | 55        | ダノンキングリー     | 518         |
| 0000.04.05 | 阪神   | 大阪杯           | GI   | 芝2000m（良） | 12    | 5     | 5     | 004.10（2人）   | 01着 | R1:58.4（33.9）     | -0.0  | 0M.デムーロ | 55        | （クロノジェネシス） | 520         |
| 0000.06.28 | 阪神   | 宝塚記念         | GI   | 芝2200m（稍） | 18    | 6     | 11    | 004.90（3人）   | 06着 | R2:16.0（38.8）     | -2.5  | 0M.デムーロ | 56        | クロノジェネシス     | 524         |
| 0000.08.23 | 札幌   | 札幌記念         | GII  | 芝2000m（良） | 12    | 5     | 6     | 001.90（1人）   | 03着 | R1:59.8（35.4）     | -0.4  | 0M.デムーロ | 55        | ノームコア           | 524         |
| 0000.11.15 | 阪神   | エリザベス女王杯 | GI   | 芝2200m（良） | 18    | 8     | 18    | 003.30（1人）   | 01着 | R2:10.3（33.9）     | -0.1  | 0C.ルメール | 56        | （サラキア）         | 522         |
| 0000.12.27 | 中山   | 有馬記念         | GI   | 芝2500m（良） | 16    | 4     | 7     | 008.10（4人）   | 04着 | R2:35.5（36.5）     | -0.5  | 0福永祐一   | 55        | クロノジェネシス     | 522         |

- 香港のオッズ・人気は香港ジョッキークラブのもの。

## 繁殖成績
|       | 生年   | 馬名                         | 性 | 毛色 | 父             | 馬主 | 厩舎 | 戦績 | 主な勝ち鞍 | 出典   |
| ----- | ------ | ---------------------------- | -- | ---- | -------------- | ---- | ---- | ---- | ---------- | ------ |
| 初仔  | 2022年 | （ラッキーライラックの2022） | 牝 | 鹿毛 | レイデオロ     |      |      |      |            | [ 49 ] |
|       | 2023年 | （流産）                     |    |      | エピファネイア |      |      |      |            | [ 50 ] |
| 2番仔 | 2024年 | （ラッキーライラックの2024） | 牡 | 鹿毛 | エピファネイア |      |      |      |            | [ 51 ] |

- 2024年9月27日現在[50]

## 血統表
| ラッキーライラックの血統                               | ラッキーライラックの血統                                  | ラッキーライラックの血統                                  | （血統表の出典）                                          | （血統表の出典）    |
| 父系                                                   | サンデーサイレンス系                                      | サンデーサイレンス系                                      | サンデーサイレンス系                                      | [ § 2 ]             |
| 父 オルフェーヴル 2008 栗毛                            | 父の父ステイゴールド 1994 黒鹿毛                          | *サンデーサイレンス                                       | Halo                                                      | Halo                |
| 父 オルフェーヴル 2008 栗毛                            | 父の父ステイゴールド 1994 黒鹿毛                          | *サンデーサイレンス                                       | Wishing Well                                              |                     |
| 父 オルフェーヴル 2008 栗毛                            | 父の父ステイゴールド 1994 黒鹿毛                          | ゴールデンサッシュ                                        | *ディクタス                                               | *ディクタス         |
| 父 オルフェーヴル 2008 栗毛                            | 父の父ステイゴールド 1994 黒鹿毛                          | ゴールデンサッシュ                                        | ダイナサッシュ                                            |                     |
| 父 オルフェーヴル 2008 栗毛                            | 父の母オリエンタルアート 1997 栗毛                        | メジロマックイーン                                        | メジロティターン                                          | メジロティターン    |
| 父 オルフェーヴル 2008 栗毛                            | 父の母オリエンタルアート 1997 栗毛                        | メジロマックイーン                                        | メジロオーロラ                                            |                     |
| 父 オルフェーヴル 2008 栗毛                            | 父の母オリエンタルアート 1997 栗毛                        | エレクトロアート                                          | *ノーザンテースト                                         | *ノーザンテースト   |
| 父 オルフェーヴル 2008 栗毛                            | 父の母オリエンタルアート 1997 栗毛                        | エレクトロアート                                          | *グランマスティーヴンス                                   |                     |
| 母 *ライラックスアンドレース Lilacs and Lace 2008 栗毛 | 母の父Flower Alley 2002                                   | Distorted Humor                                           | *フォーティナイナー                                       | *フォーティナイナー |
| 母 *ライラックスアンドレース Lilacs and Lace 2008 栗毛 | 母の父Flower Alley 2002                                   | Distorted Humor                                           | File                                                      |                     |
| 母 *ライラックスアンドレース Lilacs and Lace 2008 栗毛 | 母の父Flower Alley 2002                                   | *プリンセスオリビア                                       | Lycius                                                    | Lycius              |
| 母 *ライラックスアンドレース Lilacs and Lace 2008 栗毛 | 母の父Flower Alley 2002                                   | *プリンセスオリビア                                       | Dane Image                                                |                     |
| 母 *ライラックスアンドレース Lilacs and Lace 2008 栗毛 | 母の母Refinement 1994                                     | Seattle Slew                                              | Bold Reasoning                                            | Bold Reasoning      |
| 母 *ライラックスアンドレース Lilacs and Lace 2008 栗毛 | 母の母Refinement 1994                                     | Seattle Slew                                              | My Charmer                                                |                     |
| 母 *ライラックスアンドレース Lilacs and Lace 2008 栗毛 | 母の母Refinement 1994                                     | *ステラマドリッド                                         | Alydar                                                    | Alydar              |
| 母 *ライラックスアンドレース Lilacs and Lace 2008 栗毛 | 母の母Refinement 1994                                     | *ステラマドリッド                                         | My Juliet                                                 |                     |
| 母系(F-No.)                                            | 6号族(FN:6-a)                                             | 6号族(FN:6-a)                                             | 6号族(FN:6-a)                                             | [ § 3 ]             |
| 5代内の近親交配                                        | ノーザンテースト 5×4（父内）、 Mr. Prospector 5×5（母内） | ノーザンテースト 5×4（父内）、 Mr. Prospector 5×5（母内） | ノーザンテースト 5×4（父内）、 Mr. Prospector 5×5（母内） | [ § 4 ]             |
| 出典                                                   | 1. 2. 3. 4.                                               | 1. 2. 3. 4.                                               | 1. 2. 3. 4.                                               | 1. 2. 3. 4.         |

- 近親に、三代母にステラマドリッドを同じく持つミッキーアイルやアエロリット、五代母My Bupersの子孫にハーツクライ、ノンコノユメなどがいる。三代母ステラマドリッドの子に2002年JRA賞最優秀4歳以上牝馬で重賞4勝のダイヤモンドビコーがいる。
- 母の父Flower Alleyは米G1トラヴァーズステークスの勝ち馬で、半弟にトーセンラーとスピルバーグがいる。主な産駒はライラックスアンドレースの他に、日本で種牡馬として供用されたアイルハヴアナザーなど。